# SK Tallinna Sport
Der SK Tallinna Sport war ein traditionsreicher Verein aus der estnischen Hauptstadt Tallinn. Er wurde 1912 gegründet. In den 1920er und 1930er Jahren war er einer der erfolgreichsten Vereine Estlands und konnte neunmal die estnische Fußballmeisterschaft sowie einmal den estnischen Fußballpokal gewinnen. Zwischen 1983 und 1985 hieß der Verein Tallinn KSMK. Das Kürzel KSMK steht für Kõrgema SpordiMeisterlikkuse, was auf Deutsch etwa Hochschule der sportlichen Meisterhaftigkeit bedeutet. Danach existierte der Verein bis zur Auflösung im Jahre 1990 wieder unter dem alten Namen. Eine Neugründung des Vereins erfolgte 2003. Im Jahre 2007 wurde er Tabellenerster der III liiga Põhi und wäre aufgestiegen. Doch Anfang 2008 wurde bekannt gegeben, dass der Verein den Spielbetrieb aufgibt. Damit kam das Ende für den Verein mit dem geschichtsreichen Namen.
Auch im Eishockey war der Verein zeitweise erfolgreich und wurde 1940 Estnischer Meister.

## Erfolge
- Estnische Fußballmeisterschaft (9×): 1921, 1922, 1924, 1925, 1927, 1929, 1931, 1932, 1933
- Estnischer Fußballpokal (1×): 1938
- Estnische Eishockeymeisterschaft (1×): 1940

## Bekannte Spieler
- Viktor Ader
- Mart Poom
- Marek Lemsalu
- Martin Reim
- Friedrich Karm
- Marko Kristal
- Heinrich Paal
- Georg Siimenson

## Bandy
In den 1920er und 1930er Jahren spielten viele Fußballspieler im Winter in der Bandymannschaft des Vereins. 1924 und dann zehnmal in Folge von 1926 bis 1935 gewann Tallinna Sport die estnische Bandymeisterschaft.